# 430-talet

## Händelser
- 431 – Hippo Regius blir huvudstad i vandalernas kungarike
- 432 – Kung Rua enar hunnerna.
- 434 – Attila blir hunnernas kung.
- 435 – Vandalerna får territorium i Africa.
- 437 – Galla Placidia avgår som förmyndarregent för Valentinianus III.
- 438 – Den romerska lagen Codex Theodosianus publiceras.
- 439 – De norra dynastiernas era inleds då norra Kina enas under norra Weidynastin.

## Födda
- Anastasios I, östromersk kejsare (430 - 518).
- Julius Nepos, västromersk kejsare (430 - 480).
- Odovakar, kung av Italien (435 - 493).
- Justinianus I, östromersk kejsare (435 - 565).

## Avlidna
- Omkring 27 juli 432 – Celestinus I, påve.